# Prosoplus longulus
Prosoplus longulus là một loài bọ cánh cứng trong họ Cerambycidae.